# 埃斯蒙德 (北达科他州)
埃斯蒙德（英語：Esmond），是美国北达科他州下属的一座城市。根据2010年美国人口普查，该市有人口100人。